# Замок Либенштайн
Замок Либенштайн — средневековый замок к югу от общины Неккарвестхайм в немецкой федеральной земле Баден-Вюртемберг.
Выстроенный в середине XIII в. владетельным родом фон Либенштайн, происходившим из южного Эльзаса, в 1678 г. замок стал собственностью Вюртемберга, и в 1978 г. — общины Неккарвестхайм. После реставрации 1980-х гг. в замке была открыта гостиница с рестораном; часть помещений используется местным гольф-клубом.